# Diana DeVoe
Diana DeVoe, pseudonimo di April Carter (Waianae, 26 ottobre 1980), è un'ex attrice pornografica e regista statunitense.

## Biografia e carriera
Originaria della città di Waianae nella contea di Honolulu nell'isola della Hawaii, è nata da una famiglia di origini filippine, afroamericane e polinesiane. Si è laureata all'università della Hawaii in pubblicità e comunicazione e nel frattempo ha gestito un locale per scambisti. Ha debuttato nell'industria pornografica nel 1999 a 19 anni e tre anni più tardi anche come regista in cui ha anche recitato.
Ha lavorato per le più grandi case di produzione quali Vivid, Adam & Eve, Video Team, West Coast Production, VCA, Elegant Angel ed altre. Nel 2002 ha ricevuto la sua unica nomination agli AVN Awards come miglior attrice non protagonista per la scena Disturbed.
Si è ritirata come regista nel 2015 e l'anno successivo anche come attrice. Nel 2021 è stata inserita nella Hall of Fame dagli AVN Awards.

## Vita privata
Ha sposato il collega Alexander DeVoe e insieme hanno girato alcune scene come My Baby Got Back, Vol. 26.

## Riconoscimenti
- AVN Awards
  - 2021 – Hall of Fame - Video Branch[5]